# Toczyłowo (jezioro)
Toczyłowo – jezioro zlokalizowane w pobliżu wsi Toczyłowo, położone w województwie podlaskim, w powiecie grajewskim, w gminie Grajewo. Jezioro znajduje się przy trasie nr 65.

## Charakterystyka
Jezioro ma kształt wydłużony z północy na południe. W jego północno-wschodniej części znajduje się zatoka o potocznej nazwie Biała Glina. W części południowej znajduje się druga zatoka – Bielik. Kiedyś było jeziorem przepływowym dla rzeki Ełk i należało do Pojezierza Ełckiego, teraz rzeka biegnie obok jeziora. Natomiast woda ze zbiornika wodnego odprowadzana jest starym korytem rzeki Ełk. Od północnego zachodu przylega do jeziora las. Pozostałe brzegi stanowią pola i łąki. Na brzegu zachodnim, w jego połowie, zlokalizowano ośrodek turystyczny.
Jezioro ma słabo rozwiniętą linię brzegową. Ławica przybrzeżna jest niezbyt szeroka, nieco szersza w części południowo-zachodniej. Dno ma łagodną konfigurację, bez górek.
Pod względem jakości wód jezioro posiada III klasę czystości. Jest to jezioro rekreacyjne. Na północnym brzegu zbiornika znajduje się dzika plaża wykorzystywana również w celach turystycznych.

## Przyroda
W jeziorze dominują takie gatunki ryb jak: szczupak, okoń i leszcz. Jego północno-zachodni brzeg porośnięty jest lasem, na południowym brzegu na skarpie zlokalizowana jest wieś Toczyłowo, a reszta graniczy z pastwiskami i łąkami.
Rośliny naczyniowe zajmują 20-30% jeziora. Roślinność wynurzona jest słabo rozwinięta i koncentruje się zwłaszcza w zachodniej i południowo-zachodniej części akwenu. Wąski pas oczeretów tworzy przede wszystkim trzcina pospolita. Roślinność zanurzona występuje głównie w części północnej oraz południowej, w zatokach Biała Glina i Bielik. Dominuje wśród niej moczarka kanadyjska, rogatek sztywny oraz wywłócznik. Pas roślin o liściach pływających tworzą w głównej mierze rdestnica pływająca oraz grążel żółty. 
Po likwidacji okręgu PZW Łomża, w roku 2006, akwen został przejęty przez Mazowiecki Okręg PZW. Wcześniej zarządzało nim Państwowe Gospodarstwo Rybackie z Giżycka, ale z uwagi na peryferyjne położenie nie eksploatowało go zbyt intensywnie i nie zarybiało – odławiano go zaledwie kilka dni w roku. Być może jezioro zarybiono jednorazowo w 1984. Rybackiego odłowu kontrolnego dokonano 21 września 1994 (Okręg PZW w Łomży). Stwierdzono wówczas obecność okonia, szczupaka, leszcza, płoci, a w mniejszej liczbie lina, karpia, uklei i węgorza. W 2006 zarybiono akwen karpiem, karasiem i szczupakiem.